# پتروشیمی مهاباد
شرکت پتروشیمی مهاباد به منظور توسعه تولیدات پتروشیمیایی و صادرات پتروشیمیایی و استفاده بهینه از منابع گازی ایران و ایجاد ارزش افزوده بر روی سرمایه‌های ملی و جذب و به کارگیری تکنولوژی‌های جدید پتروشیمیایی و همچنین توسعه‌ی مناطق کم‌برخوردار (مهاباد) و ایجاد اشتغال در این منطقه با توجه به مصوبات هیئت وزیران، شرکت پتروشیمی مهاباد با مشارکت پتروشیمی ایران و سرمایه‌گذاری بخش خصوصی شکل گرفته‌است. شروع عملیات آماده‌سازی طرح در سال ۱۳۸۳ آغاز و عملیات اجرایی پروژه از سال ۱۳۸۶ آغاز شد. مالک این شرکت شرکت پتروشیمی باختر است.
مجتمع پتروشیمی مهاباد سالانه ۳۰۰ هزار تن پلی اتیلن سبک خطی و سنگین (ظرفیت اسمی) و ۳۰ هزار تن «بوتن یک» را تولید و روانه بازارهای داخلی و خارجی می‌کند.